# ジョン・ウィリアムズ (作曲家)
ジョン・タウナー・ウィリアムズ（John Towner  Williams、1932年2月8日 - ）は、アメリカ合衆国ニューヨーク出身の作曲家、編曲家、指揮者、ピアニスト。これまでにグラミー賞25回、英国アカデミー賞7回、アカデミー賞5回、ゴールデングローブ賞4回を受賞している。アカデミー賞には52回ノミネートされており、ウォルト・ディズニーに次いで2番目に多い。AFIは『スター・ウォーズ』でのウィリアムズの音楽を、史上最高の映画音楽に選出した。また、アメリカ議会図書館は、「文化的、歴史的、美学的に重要なもの」として、『スター・ウォーズ』のサウンドトラックを全米録音資料登録簿に登録した。
これまでに『スター・ウォーズ』、『シンドラーのリスト』、『未知との遭遇』、『スーパーマン』、『E.T.』、『インディ・ジョーンズ』、『ホーム・アローン』、『ジョーズ』、『ジュラシック・パーク』、『ハリー・ポッター』などジョージ・ルーカスおよびスティーヴン・スピルバーグ監督作品を中心に多くの映画音楽を作曲しており、アメリカの興行収入（インフレ調整後）上位25作品のうち8作品を作曲している。また、オーケストラ、アンサンブル、協奏曲やその他の作品も数多く作曲してきた。1980年から1993年までボストン・ポップスの首席指揮者を務め、ボストン・ポップスの名誉指揮者でもある。1974年からはスティーヴン・スピルバーグ監督とも交流があり、彼の長編映画のうち5作品を除くすべての作品の音楽・劇伴を作曲している。他には、1984年ロサンゼルスオリンピック、テレビシリーズ『宇宙家族ロビンソン』や『巨人の惑星』などのテーマ音楽がある。2000年にハリウッド・ボウルの殿堂入りを果たし、2004年にはケネディ・センター名誉賞、2016年にはAFI生涯功労賞を受賞している。彼の作品は、他の映画作曲家や現代のクラシック音楽やポピュラー音楽にも大きな影響を与えている。

## 来歴
ニューヨーク・フラッシング地区生まれ。1948年にロサンゼルスへ一家で引っ越す。ノース・ハリウッド高校を卒業後、カリフォルニア大学ロサンゼルス校で亡命ユダヤ系イタリア人作曲家のカステルヌオーヴォ＝テデスコに師事。1952年にアメリカ空軍に徴兵される。アメリカ空軍では音楽隊に所属し編曲と指揮を担当。1955年に兵役を終えジュリアード音楽院ピアノ科へ進学し、ロジーナ・レヴィーンに師事。在学時よりジャズピアニストとして活動。
ブレイク・エドワーズ監督のテレビシリーズ『ピーター・ガン』（1958年）のサウンドトラック（ヘンリー・マンシーニ作曲）にピアニストとして参加。1965年から編曲家・オーケストレーターのハーバート・W・スペンサーとの共同作業を開始し、そのコラボレーションは1992年にスペンサーが亡くなるまで続いた。大学時代にテデスコの許でオーケストレーションを含む様々な作曲法を勉強し、コラボレーションに頼らずとも作品を完成させることが出来たが、ハリウッド映画産業の慣例で作曲家組合、編曲家組合のそれぞれの組合員の仕事の範疇が厳格に規定されているためそれに従った。

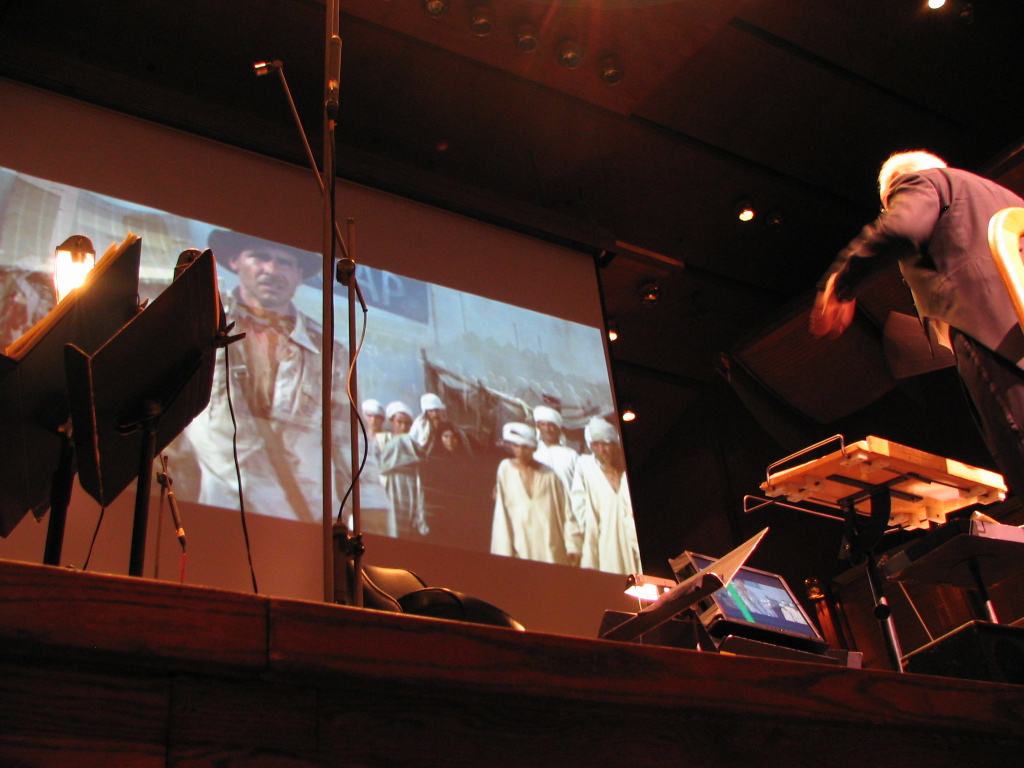
エイヴリー・フィッシャー・ホールにて、『レイダース/失われたアーク《聖櫃》』の総譜を指揮するウィリアムズ。

アーウィン・アレン監督のテレビシリーズ『宇宙家族ロビンソン』（1965年）、『タイムトンネル』や映画『チップス先生さようなら』（1969年）、『屋根の上のバイオリン弾き』（1971年、アカデミー編曲賞）、『ポセイドン・アドベンチャー』（1972年）等の音楽担当として注目され、スティーヴン・スピルバーグ監督の『ジョーズ』（1975年）の音楽がアカデミー作曲賞を受賞。名実ともに映画音楽の第一人者となる。一連のスピルバーグ作品、『スター・ウォーズシリーズ』、後述するオリンピックの開会式の音楽が知られる。これらの作品は映画音楽を題材としたドキュメンタリー映画『すばらしき映画音楽たち』でも取り上げられた。
指揮者としては、アーサー・フィードラーの死後、空席となっていたボストン・ポップス・オーケストラの指揮者を1980年から1993年まで務め、退任後も名誉指揮者としてたびたび指揮台に立っている。同オーケストラを指揮したホルストの『惑星』やガーシュウィンの『ラプソディ・イン・ブルー』、自作の映画音楽など多数の録音がある。
尚、彼はインディ・ジョーンズシリーズの第5作目で作曲家を引退すると発表していたが、2023年1月12日に50年間にわたるコラボレーションを記念するイベント「Spielberg/Williams: 50 Years of Music and Movies」に登場。ウィリアムズのコンサートに来ていたスピルバーグはトークの中で「スティーブンにはいろんな顔があります。監督、プロデューサー、スタジオ社長、脚本家、慈善家、教育者。誰彼かまわずノーを言える男ではありません」と話した。スピルバーグは、電気工学者だった父・アーノルドが100歳まで働いていたことに言及し、これを聞いた90歳のウィリアムズは、「まだあと10年ある。もう少しやりましょう」と発言すると、突然の引退撤回に驚いたスピルバーグは、「引退する時は一緒だといつも言っていたんです。だから、彼が引退しないなら私も引退しません」と笑い、「次回作を考えるために帰ったほうがいいな」と冗談を口にしたという。
2023年1月27日にスティーブン・スピルバーグ監督が盟友の映画作曲家ジョン・ウィリアムズのドキュメンタリー番組を製作していることが明らかになった。2024年、スピルバーグ製作、ロラン・ブーズロー監督により『ジョン・ウィリアムズ／伝説の映画音楽』（MUSIC BY JOHN WILLIAMS）として配信された。
2024年にディズニー・レジェンドに選ばれる。

## 楽譜出版
米国のハル・レナード社（Hal Leonard）から「ジョン・ウィリアムズ・シグネチャー」のシリーズ名でスコア＋パート譜が多数発売されている。スピルバーグ作品やスター・ウォーズ全9作をはじめとする映画音楽はコンサート用にアレンジされたもので、オーケストラ版と吹奏楽用アレンジが選べる作品も並ぶ。映画音楽をオーケストラで演奏したい場合、複雑な手続きを経て映画会社のレンタル楽譜を利用するケースが多い中、まとまった量の出版が行われている例は珍しい。映画音楽の他、トランペット協奏曲、テューバ協奏曲、オリンピックのための作品も含まれている。

## 私生活
父のジョニー・ウイリアムズはジャズ奏者で、レイモンド・スコット・クインテットでドラムとパーカッションを担当していた。TOTOのメンバーで、ポピュラー作曲家、ボーカリストのジョセフ・ウィリアムズと、ワールド・トレイドのメンバーなどで知られるドラマーのマーク・T・ウィリアムズは、どちらも息子である。
1956年に女優のバーバラ・リュイックと結婚。バーバラとの間に2男1女を儲けるが、1974年3月、バーバラは映画撮影中に死去。1980年7月に2番目の妻と再婚した。

## 受賞歴
- アカデミー賞 5回（作曲賞 4回・編曲賞 1回）/54回
  - アカデミー賞ノミネート54回は存命の映画人の中で最も多い。ノミネート数はウォルト・ディズニーの59回（内22回受賞）に次いで歴代2位である。
  - ノミネート止まり49回は史上最多である。
- エミー賞 3回/6回
- グラミー賞 31回/81回
- 英国アカデミー賞 7回/16回
- ゴールデングローブ賞 4回/27回
- アストゥリアス皇太子賞 芸術部門

## 作品一覧

### 映画音楽
- 1961年『秘密諜報機関』 ※ジョニー・ウィリアムズ名義
- 1961年『独身アパート』 ※ジョニー・ウィリアムズ名義
- 1962年『ダイアモンド・ヘッド』 ※ジョニー・ウィリアムズ名義
- 1964年『殺人者たち』 ※ジョニー・ウィリアムズ名義
- 1965年『宇宙家族ロビンソン』テレビドラマ
- 1965年『勇者のみ』※日米合作映画 広瀬健次郎との共同
- 1966年『スタンピード』 ※ジョニー・ウィリアムズ名義
- 1966年『タイムトンネル』テレビドラマ
- 1966年『おしゃれ泥棒』※ジョニー・ウィリアムズ名義
- 1966年『シャイアン砦』 ※ジョニー・ウィリアムズ名義
- 1966年『おれの女に手を出すな』※ジョニー・ウィリアムズ名義
- 1966年『美人泥棒』※ジョニー・ウィリアムズ名義
- 1967年『プレイラブ48章』 ※ジョニー・ウィリアムズ名義
- 1967年『哀愁の花びら』
- 1967年『ニューヨーク泥棒結社』 ※ジョニー・ウィリアムズ名義
- 1968年『裏切り鬼軍曹』 ※ジョニー・ウィリアムズ名義
- 1968年『巨人の惑星』テレビドラマ
- 1968年『アルプスの少女ハイジ』テレビドラマ
- 1969年『屋根の上の赤ちゃん』
- 1969年『華麗なる週末』※ジョン・ウィリアムズ名義の初映画サントラ
- 1969年『チップス先生さようなら』
- 1970年『哀愁のストックホルム』
- 1970年『ジェーン・エア』
- 1971年『屋根の上のバイオリン弾き』（アカデミー編曲賞）
- 1971年『11人のカウボーイ』
- 1972年『ポセイドン・アドベンチャー』
- 1972年『ロバート・アルトマンのイメージズ』
- 1972年『おかしな結婚』
- 1973年『ロング・グッドバイ』
- 1973年『トム・ソーヤの冒険』
- 1973年『キャット・ダンシング』※ミシェル・ルグランの降板後
- 1973年『ペーパーチェイス』
- 1973年『シンデレラ・リバティ/かぎりなき愛』
- 1974年『コンラック先生』
- 1974年『続激突！/カージャック』
- 1974年『タワーリング・インフェルノ』
- 1975年『大地震』
- 1975年『アイガー・サンクション』
- 1975年『ジョーズ』（アカデミー作曲賞・グラミー賞受賞）
- 1976年『ファミリー・プロット』
- 1976年『ミズーリ・ブレイク』
- 1976年『ミッドウェイ』
- 1977年『ブラック・サンデー』
- 1977年『スター・ウォーズ』（アカデミー作曲賞・グラミー賞受賞）
- 1977年『未知との遭遇』（グラミー賞受賞）
- 1978年『フューリー』
- 1978年『スーパーマン』（グラミー賞受賞）
- 1978年『ジョーズ2』
- 1979年『ドラキュラ』
- 1979年『1941』
- 1980年『スター・ウォーズ/帝国の逆襲』（グラミー賞受賞）
- 1981年『レイダース/失われたアーク《聖櫃》』（グラミー賞受賞）
- 1982年『E.T.』（アカデミー作曲賞・グラミー賞受賞）
- 1982年『バチカンの嵐』
- 1983年『スター・ウォーズ/ジェダイの復讐』
- 1984年『インディ・ジョーンズ/魔宮の伝説』
- 1984年『ザ・リバー』
- 1985年『世にも不思議なアメージング・ストーリー』テレビドラマ
1-1「ゴーストトレイン」
1-5「最後のミッション」
- 1986年『スペースキャンプ』
- 1987年『イーストウィックの魔女たち』
- 1987年『太陽の帝国』
- 1988年『偶然の旅行者』
- 1989年『インディ・ジョーンズ/最後の聖戦』
- 1989年『7月4日に生まれて』
- 1989年『オールウェイズ』
- 1990年『アイリスへの手紙』
- 1990年『ホーム・アローン』
- 1990年『推定無罪』
- 1991年『JFK』
- 1991年『フック』
- 1992年『ホーム・アローン2』
- 1992年『遥かなる大地へ』
- 1993年『ジュラシック・パーク』
- 1993年『シンドラーのリスト』（アカデミー作曲賞・グラミー賞受賞）
- 1995年『サブリナ』
- 1995年『ニクソン』
- 1996年『スリーパーズ』
- 1997年『ローズウッド』
- 1997年『アミスタッド』
- 1997年『ロスト・ワールド/ジュラシック・パーク』
- 1997年『セブン・イヤーズ・イン・チベット』
- 1998年『プライベート・ライアン』（グラミー賞受賞）
- 1998年『グッドナイト・ムーン』
- 1999年『スター・ウォーズ エピソード1/ファントム・メナス』
- 1999年『アンジェラの灰』
- 2000年『パトリオット』
- 2001年『A.I.』
- 2001年『ハリー・ポッターと賢者の石』
- 2002年『キャッチ・ミー・イフ・ユー・キャン』
- 2002年『マイノリティ・リポート』
- 2002年『スター・ウォーズ エピソード2/クローンの攻撃』
- 2002年『ハリー・ポッターと秘密の部屋』
- 2004年『ハリー・ポッターとアズカバンの囚人』
- 2004年『ターミナル』
- 2005年『宇宙戦争』
- 2005年『スター・ウォーズ エピソード3/シスの復讐』
- 2005年『SAYURI』（ゴールデングローブ賞受賞）
- 2005年『ミュンヘン』
- 2005年『ハリー・ポッターと炎のゴブレット』（テーマ曲のみ）
- 2006年『スーパーマン リターンズ』（テーマ曲のみ）
- 2007年『ハリー・ポッターと不死鳥の騎士団』（テーマ曲のみ）
- 2008年『インディ・ジョーンズ/クリスタル・スカルの王国』
- 2009年『ハリー・ポッターと謎のプリンス』（テーマ曲のみ）
- 2010年『ハリー・ポッターと死の秘宝 PART1』（テーマ曲のみ）
- 2011年『ハリー・ポッターと死の秘宝 PART2』（テーマ曲のみ）
- 2011年『タンタンの冒険/ユニコーン号の秘密』
- 2011年『戦火の馬』
- 2012年『リンカーン』
- 2013年『やさしい本泥棒』
- 2015年『スター・ウォーズ/フォースの覚醒』[11]
- 2016年『BFG: ビッグ・フレンドリー・ジャイアント』
- 2017年『スター・ウォーズ/最後のジェダイ』
- 2017年『ペンタゴン・ペーパーズ/最高機密文書』
- 2018年『ハン・ソロ/スター・ウォーズ・ストーリー』（テーマ曲のみ）
- 2019年『スター・ウォーズ/スカイウォーカーの夜明け』
- 2022年『フェイブルマンズ』
- 2022年『オビ=ワン・ケノービ』テレビドラマ（テーマ曲のみ）
- 2023年『インディ・ジョーンズと運命のダイヤル』

### オリンピックにおけるテーマ曲
1984年ロサンゼルスオリンピック以降、計3回行われているアメリカでのオリンピックで楽曲を提供している。
- 1984年 ロサンゼルスオリンピック
  - 『オリンピックファンファーレとテーマ』（Olympic Fanfare and Theme）（グラミー賞受賞）
- 1996年 アトランタオリンピック
  - 『サモン・ザ・ヒーロー』（Summon the Heroes）
- 2002年 ソルトレイクシティオリンピック
  - 『コール・オブ・チャンピオン』（Call of the Champions）

### 管弦楽曲
- 『リバティ・ファンファーレ』（Liberty Fanfare）
- 『オリンピック・スピリット』（The Olympic Spirit）[注 2]
- 『雅の鐘』（Sound the Bells!）[注 3]

### 交響曲
- 交響曲第1番（1966）

### 協奏曲
- ヴァイオリン協奏曲（1974）
- フルート協奏曲（1980）
- トランペット協奏曲
- チューバ協奏曲（1985）
- オーボエ協奏曲（ボストン交響楽団副首席奏者、若尾圭介に献呈）
- チェロ協奏曲（1994）
- ファゴット協奏曲 "Five Sacred Trees"（1995）
- ハイウッドの幽霊 チェロ、ハープ、オーケストラの遭遇（2018）